# Dacus pedunculatus
Dacus pedunculatus är en tvåvingeart som först beskrevs av Mario Bezzi 1916.  Dacus pedunculatus ingår i släktet Dacus och familjen borrflugor.
Artens utbredningsområde är Filippinerna. Inga underarter finns listade i Catalogue of Life.